# Piz Denter
Piz Denter är en bergstopp i Schweiz.   Den ligger i distriktet Leventina och kantonen Ticino, i den sydöstra delen av landet, 110 km öster om huvudstaden Bern. Toppen på Piz Denter är 2 956 meter över havet, eller 77 meter över den omgivande terrängen. Bredden vid basen är 0,27 km.
Terrängen runt Piz Denter är huvudsakligen bergig, men den allra närmaste omgivningen är kuperad. Närmaste större samhälle är Disentis, 17,4 km nordost om Piz Denter. 
Trakten runt Piz Denter består i huvudsak av gräsmarker. Runt Piz Denter är det glesbefolkat, med 9 invånare per kvadratkilometer.